# Русские Алгаши
 Ру́сские Алга́ши (чув. Вырăс Улхашĕ) — село в Шумерлинском районе Чувашской республики. Являлось административным центром Русско-Алгашинского сельского поселения до его упразднения в 2021 году.

## География
Находится в юго-западной части Чувашии на расстоянии приблизительно 15 км на юг-юго-восток по прямой от районного центра города Шумерля.

## История
Известно с 1879 года как деревня с 83 дворами и 542 жителями. В 1897 году 124 двора и 865 жителей, в 1926 263 и 1340 соответственно, в 1939 году 1346 жителей, в 1979 766, в 2002 270 дворов, в 2010 199 частных домохозяйств. С 1908 по 1940 год действовала Воздвиженская церковь. В советское время работал колхоз «Лесной огонёк», позднее ООО "Агрофирма «Шумерлинская».

## Население
Население составляло 529 человек (русские 78 %) в 2002 году, 532 в 2010.